# إد فورسيث
إد فورسيث (بالإنجليزية: Ed Forsyth)‏ هو لاعب كرة قاعدة أمريكي، ولد في 30 أبريل 1887 في كينغستون في الولايات المتحدة، وتوفي في 22 يونيو 1956 في هوبوكين في الولايات المتحدة.

## وصلات خارجية
- إد فورسيث على موقعبيزبول رفرنس.كوم (الدوري الرئيسي) (الإنجليزية)